# 新聞財經頻道
亞洲電視新聞財經頻道（aTV2 新聞財經頻道）是香港亞洲電視已停播的數字地面电视频道，2007年11月21日試播，12月31日开播。此頻道為香港首個免費新聞及財經頻道，节目内容由亞洲電視新聞及公共事務部製作。惟由於亞洲電視減省投资，已於2009年4月1日6:00停播。

## “24小時 亞視新聞”时期
頻道前身曾經是24小時亞視新聞台，並於now TV的324頻道播放，是亞洲電視為now TV而開設的24小時新聞台，為now首條中文新聞頻道，2007年11月20日停播。

### 成立
2004年，由於now TV欲於短時間內加入本地內容、以及加快打入本地收費電視市場，故與亞洲電視合作開設此新聞及財經頻道。開台前，now TV不惜工本，為此頻道進行大量廣告宣傳，例如於戶外大型廣告板、交通工具、報紙雜誌、電視等媒介上刊登廣告，甚至在無綫電視翡翠台播出電視廣告，令到廣告中出演的5位主播和該頻道的知名度有所提升。

### 推廣
頻道於2004年8月起試播，2004年12月12日晚上19:30开播，开播初期，所有的now TV客戶均可以免費試看一個月；其後部份符合訂購now TV指定月費金額的客戶，可以免費收看此頻道。

### 播放節目
24小時亞視新聞台全天大时段播出新聞报道，並在恆生指數交易日，於開市時段播放《金融快訊》。和本港台聯播亞洲早晨、十二點半新聞、六點鐘新聞和夜間新聞。重點新聞時段節目在每晚19:30播出，並由2位主播報導新聞。另外，逢週末更會播出本港台的重點時事節目。

### 互動投票功能
通过now TV的機頂盒和搖控器，24小時亞視新聞台早在2004年已帶有一些「互動功能」。觀眾可在收看期間按下搖控器的one link按鈕作簡單的投票，對社會時事議題發表意向，並由主播在晚間新聞時段公佈投票結果。

### 停播
及後，now TV先後推出自家製作的now財經台及now新聞台，而24小時亞視新聞台就因為與亞視的合約結束而停播。有評論認為now不再向亞視購買新聞內容，是要建立和香港有線電視（即now TV在香港收費電視市場的最大競爭者）相若的頻道陣容，繼財經台後再建立一個完全屬於自己的新聞頻道，並樹立now新聞台的品牌和形象。另外，亦有傳電訊盈科方面不滿亞視近年在新聞節目政治方針偏向中国共产党，所以不欲與亞視繼續合作。

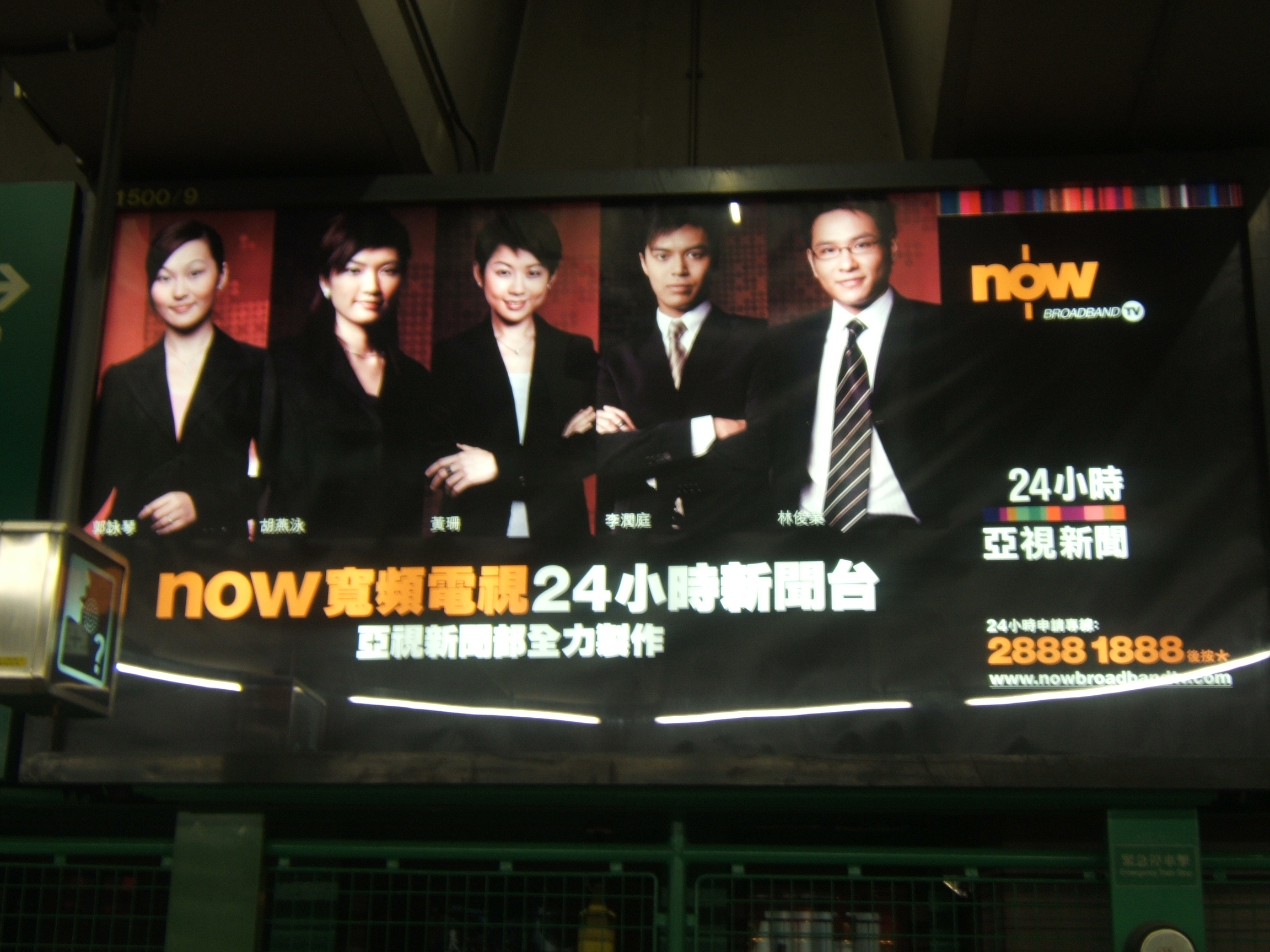
2004年開台，now TV出資投放廣告宣傳，為「24小時亞視新聞台」造勢，圖為地鐵（現港鐵）葵芳站月台之燈箱廣告。
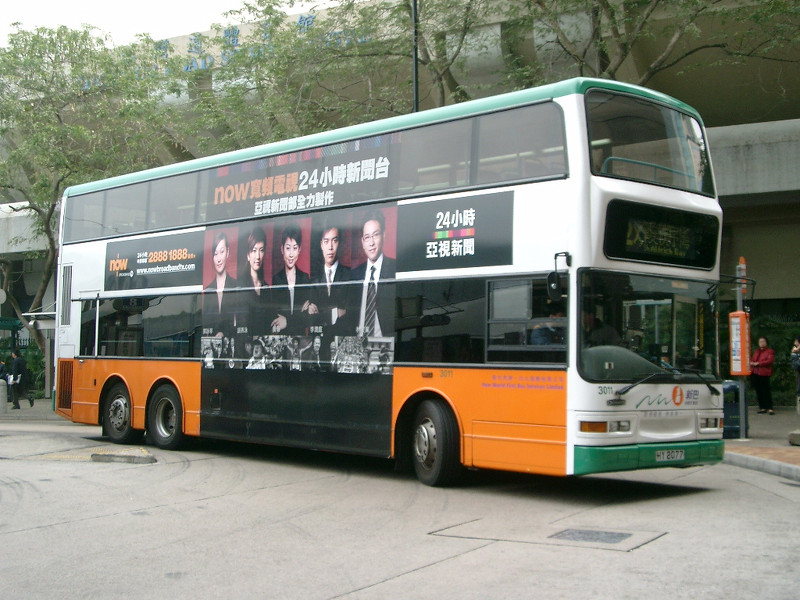
now寬頻電視亦於新巴車身投放廣告。

## aTV2 新聞財經頻道时期
24小時亞視新聞台在2007年11月20日凌晨停播后；11月21日，亞視通過地面數碼電視信号试播该频道，此頻道亦成為香港首個免費新聞電視頻道。 

### 雙畫面播放新聞資訊

右上角分別顯示新聞重點、外地天氣以及財經資訊，下方則以走馬燈形式顯示新聞標題。

畫面構成接近于以前的彭博電視，同樣將畫面分為多區，並設走馬燈字幕提供即時新聞及財經資訊、天氣資訊、各地股市指數等（港股交易日提供恆生指數成份股之最新報價）。但與彭博不同的是，善用了16:9闊屏幕，能為觀眾提供更多資訊。
主熒幕會播放常規的新聞報道，而右上角的「小熒幕」在平時會以標題形式顯示新聞簡訊和運輸署即時交通訊號。而當有新聞發佈會、記者會或其他重要事件，小熒幕就會播放直播新聞片段，觀眾可以遙控器選擇聲道。在北京奧運期間，小熒幕曾用作直播中國和香港有關的賽事和頒獎儀式。
在神舟七號返回地球期間，由於本港台當日需要直播賽馬賽事而未能作出節目調動，因此「子母畫面」和「雙聲道」的播放安排亦被引用到本港台。另外，此功能亦於近一年後被剛啟播的無綫電視互動新聞台所仿效。

### 資訊列
由於新聞財經頻道的主螢幕畫面較為細小，令到電視畫面的右方和下方，能夠提供滾動新聞及財經資訊、天氣資訊、各地股市指數等（港股交易日提供恆生指數成份股之最新報價）。但由於部分節目需要以16:9電視畫面比例播放，所以會暫停資訊列的顯示，例如《主播天下》。

### 播放節目

#### 與本港台同步
- 亞洲早晨（不會播放「交通消息」環節，插播新聞小環節）
- 十二點半新聞／天氣報告／經濟快訊
- 六點鐘新聞／經濟快訊／體育快訊／天氣報告／新聞故事
- 夜間新聞／體育快訊／經濟快訊
- 理財博客之即市錦囊／投資多面睇（港股交易日播放）
- 主播天下（23:05，翌日12:20 新聞財經頻道 重播）

#### 與國際台同步
- 亞洲電視普通話新聞 普通話經濟快訊 普通話天氣報告

#### 其他新聞節目
- 24新聞報道（部份時段加插新聞小環節）
- 晚間新聞
- 七點鐘新聞
- 亞洲台新聞報道
- 上海電視台新聞
- 金融快訊（港股交易日播放）
- 華爾街快訊
- 財經講座
- 中國股市
- 神州新視線／神州人物誌
- 走進澳門
- 港人聽你講
- 時事追擊（本港台星期四晚上10時30分；新聞財經頻道星期六晚上10時30分）
- 金錢世界（本港台星期五晚上10時30分；新聞財經頻道星期日晚上10時30分）
- 每日精句

#### 曾經播放的節目
- 曾Sir 28騷（精裝加長版）
- 理財博客之即市錦囊（精裝加長版）
- 華爾街搜策
- 匯市縱橫
- 百年中國精裝版
- 香港的驕傲

### 再度停播
2009年，由於亞洲電視減省數碼廣播投資，遂重組其數碼頻道陣容，新聞財經頻道已於2009年4月1日上午6時起停播。而全新的亞洲高清台（今亞洲台）將會使用新聞財經頻道原來的12台號，亞洲電視表示亞洲高清台仍會有一半的節目內容為新聞財經資訊。